# Parc du cimetière de Kalamaja
Le parc du cimetière de Kalamaja (estonien : Kalamaja kalmistu park) est un parc du quartier Kalamaja de Tallinn-Nord à Tallinn en Estonie,. 

## Présentation
Le parc du cimetière de Kalamaja a une superficie de 6,7 hectares. Les premiers documents écrits sur le cimetière remontent à 1561, lorsqu'environ deux mille soldats suédois y ont été enterrés. En 1780, on construit le clocher du cimetière, qui existe encore jusqu'à ce jour. Au XVIIIe siècle, après l'interdiction de l'enterrement dans les églises de Tallinn, le cimetière est devenu le lieu de sépulture des membres des congrégations du Saint-Esprit et de Saint-Michel.
Peu de temps après la Seconde Guerre mondiale et pendant la deuxième occupation des États baltes, la banlieue de Kalamaja, en raison de sa position stratégique en tant que base de l'Armée rouge sur le golfe de Finlande, a été transformée en zone à accès restreint  pour l'armée soviétique et fermée au public. 
En 1964, le cimetière est entièrement rasé, des pierres tombales sont utilisées pour construire des murs le long des ports et des trottoirs dans d'autres parties de la ville et aucune trace du cimetière n'a été laissée en état. Les forces soviétiques, dans un effort coordonné pour éliminer toutes les traces des anciens habitants non russes de Tallinn, ont également détruit deux autres cimetières du XVIIIe siècle dans la ville, dans les quartiers de Kopli et Mõigu, qui appartenaient aux communautés ethniques estonienne et allemande de la Baltique. En revanche, le cimetière orthodoxe russe, également établi au XVIIIe siècle, au sud de la vieille ville de Tallinn, a été préservé.
Depuis 1993, la zone est un espace naturel protégé.
Lors de la reconstruction du parc, un escalier a été construit à côté de la tour, la grille à de l'arche a été remplacée par une porte en fer forgé et on a édifié deux fontaines.   
L'aire de jeux pour enfants a été construite dans la zone où se trouvait historiquement la maison du gardien du cimetière. 
Les arbres indigènes ont été préservés et complétés par des arbustes. L'érable est l'arbre le plus commun du parc. Les tilleuls et chênes les plus anciens ont plus de cent ans, la circonférence des troncs des tilleuls peut atteindre 90 cm et celle des chênes 82 cm. Les espèces exotiques, sont principalement le marronnier commun et le tilleul occidental et à grandes feuilles.

## Galerie

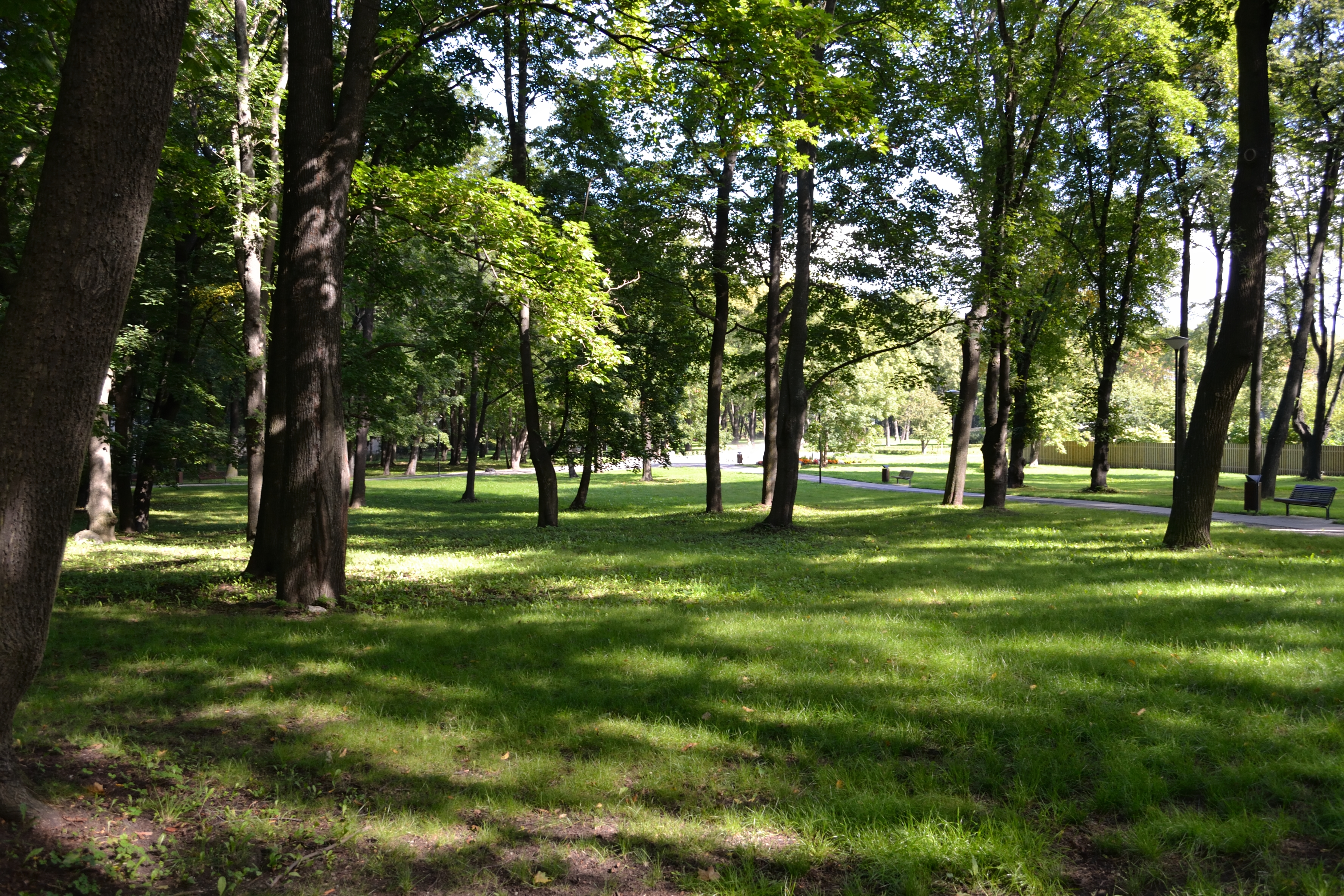
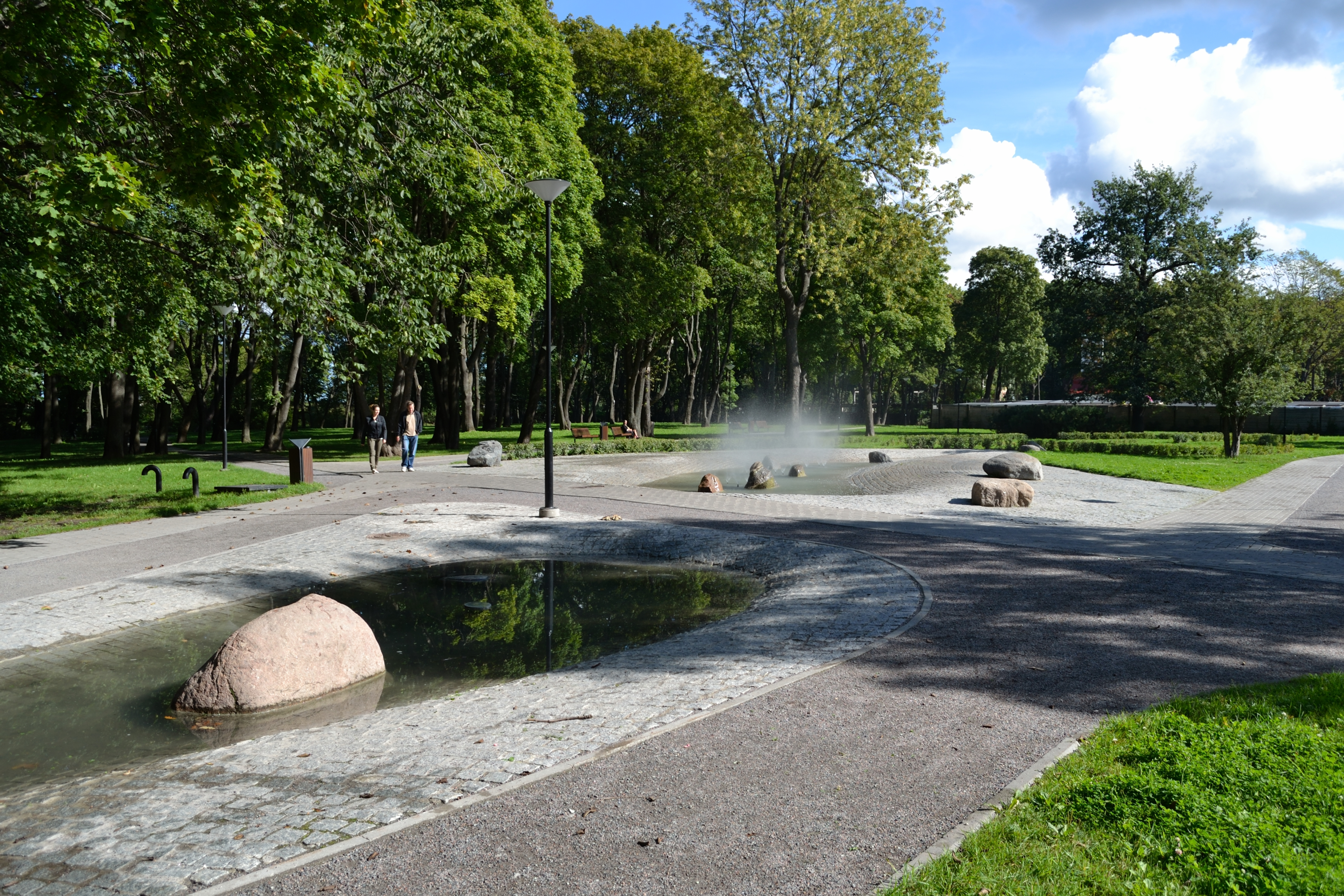
Fontaine du parc.
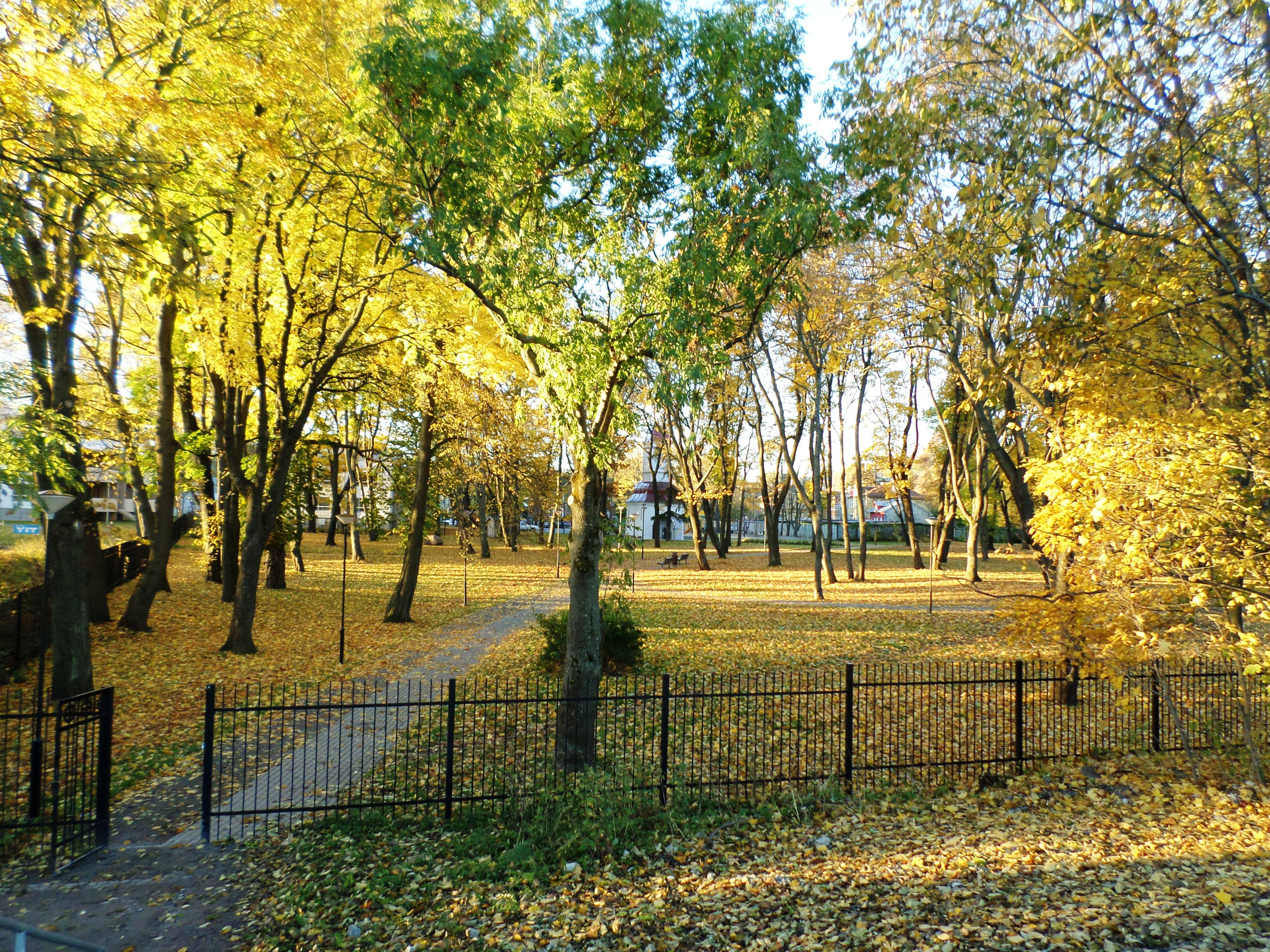
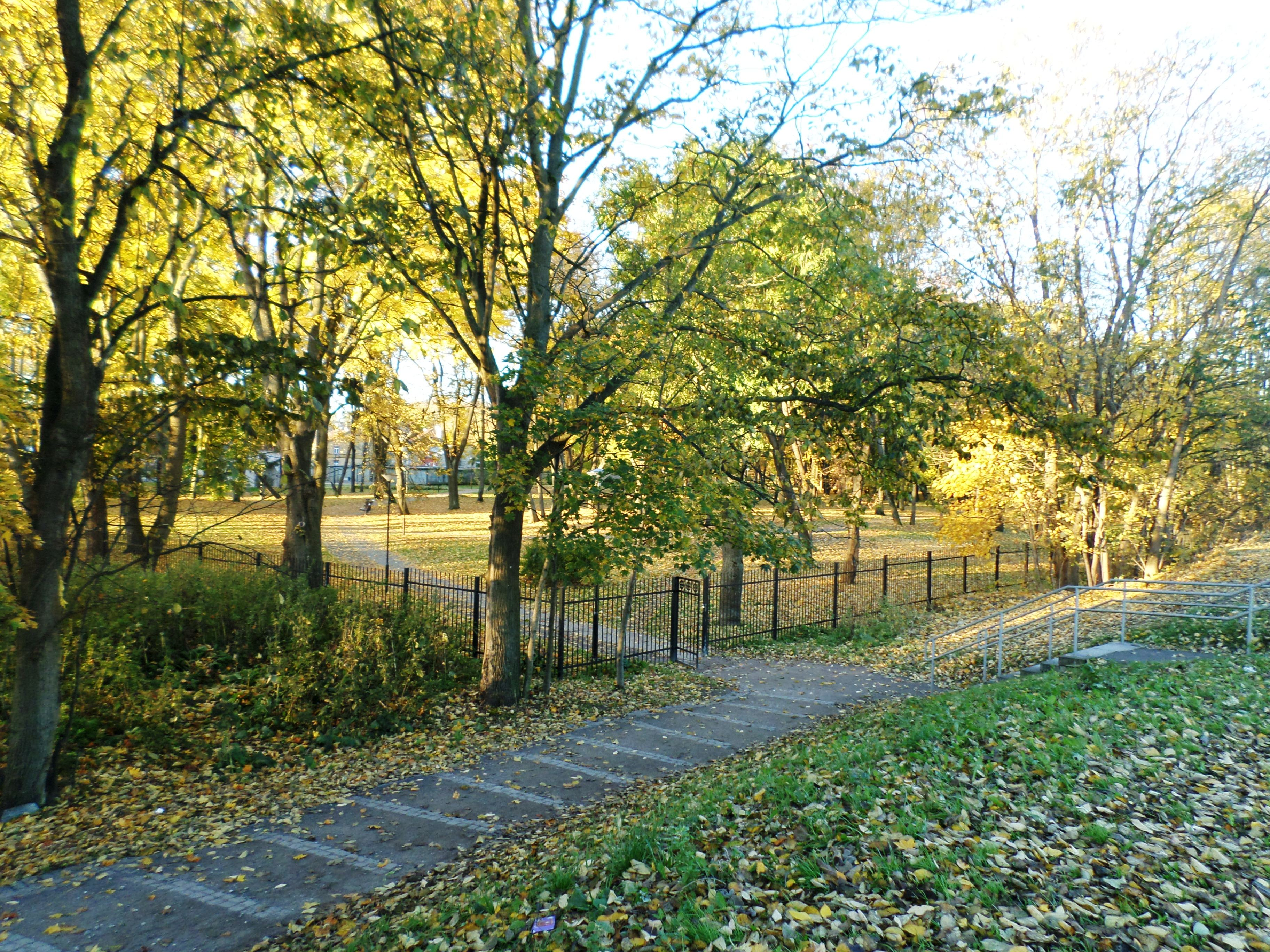
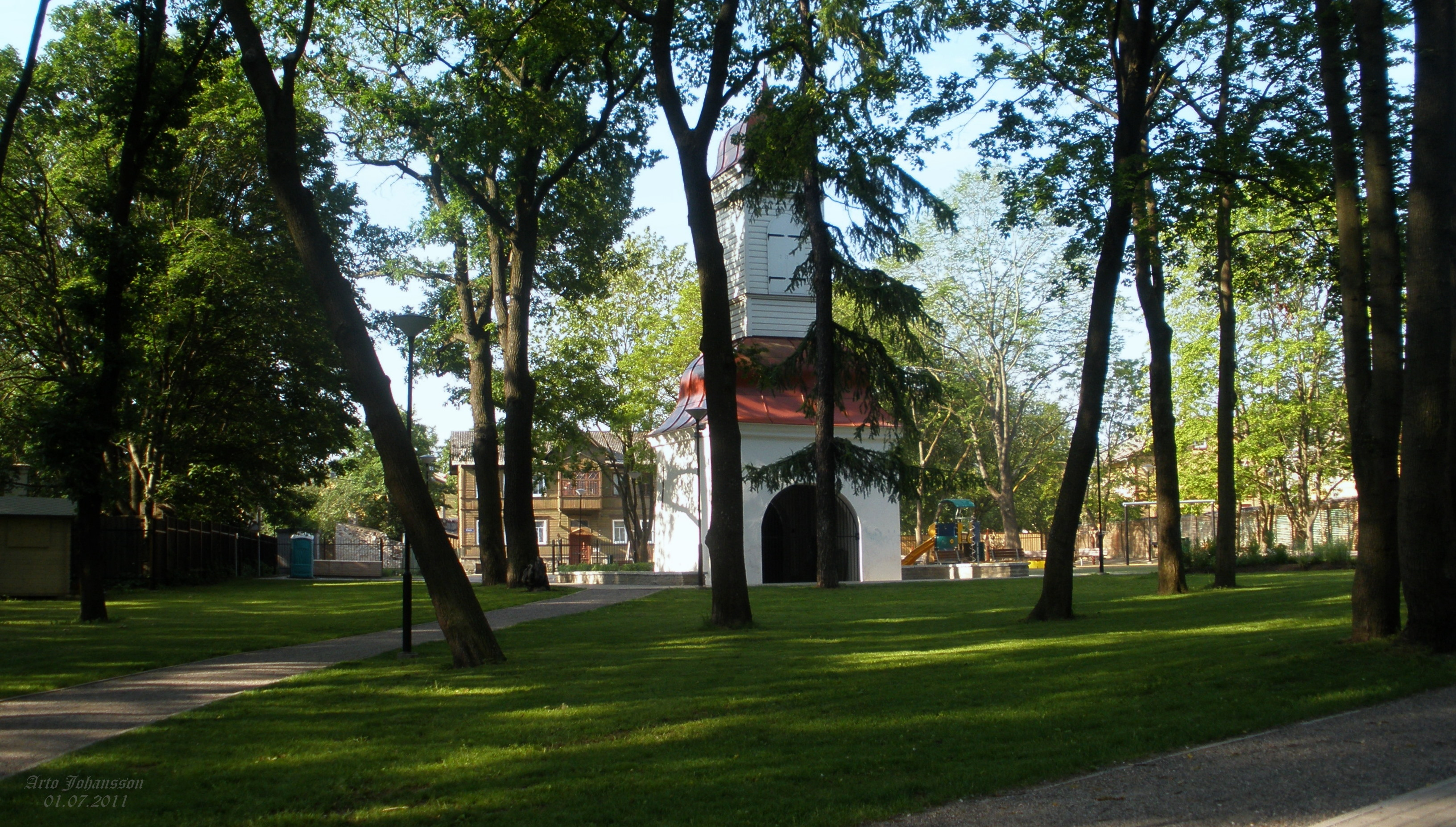
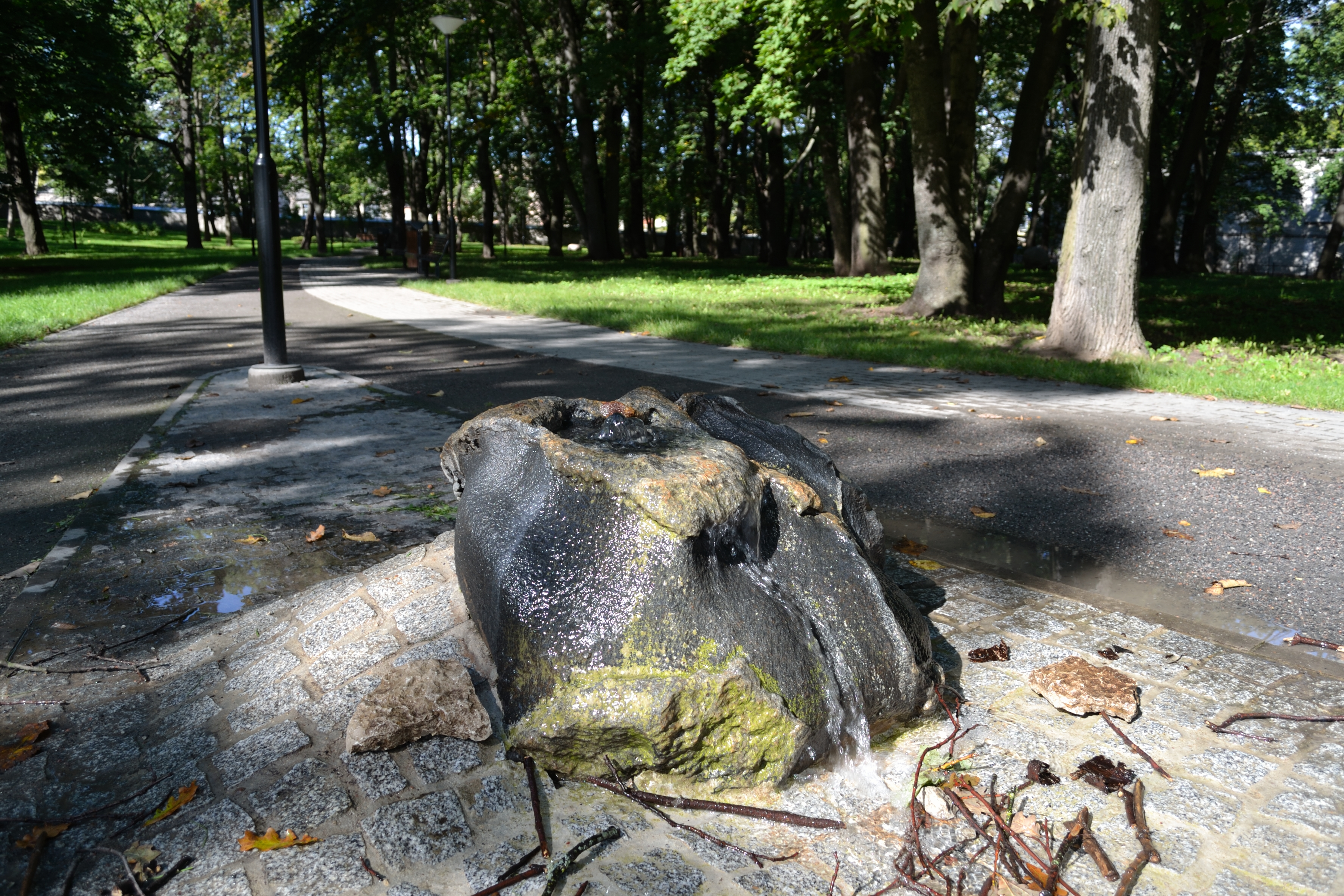